# Seznam časopisů o počítačích
Toto je seznam časopisů o počítačích.
- CDR (vydavatel: CDR server s.r.o.)
- CHIP (vydavatel: Vogel Burda)
- Computer (vydavatel: Computer Press)
- Computerworld (vydavatel: IDG Czech a.s.)
- Extra PC (vydavatel: Extra Publishing)
- PC rady (vydavatel: Extra Publishing)
- Freesoft magazín (vydavatel: BMC group, s.r.o.)
- Jak na počítač (vydavatel: Computer Press)
- PC World (vydavatel: IDG Czech a.s.)
- Počítač pro každého (vydavatel: Vogel Burda Communications)
- Svět počítačů (vydavatel: Axel Springer Praha)
- Softwarové noviny (vydavatel: Softwarové noviny, spol. s. r. o.)
- Věda a technika mládeži (vydavatel: Mladá fronta a.s. 1947-2009)